# Diocese de São José dos Pinhais
A Diocese de São José dos Pinhais (Dioecesis Sancti Ioseph Pinealensis) é uma divisão territorial da Igreja Católica no estado do Paraná, Brasil. Sua sede é o município de São José dos Pinhais. Sua criação foi anunciada em 6 de dezembro de 2006 pelo Papa Bento XVI e a sua fundação se deu em 19 de março de 2007, dia de São José. 
O território da Diocese compreende 14 municípios: Lapa, Rio Negro, Campo do Tenente, Quitandinha, Piên, Agudos do Sul, Tijucas do Sul, Mandirituba, Contenda, Araucária, Fazenda Rio Grande, Piraquara, Quatro Barras e São José dos Pinhais. A diocese é sufragânea à Arquidiocese de Curitiba e integra o Regional Sul 2 da CNBB.
O primeiro bispo diocesano foi Dom Ladislau Biernaski. Dom Celso Antônio Marchiori governa a diocese.

## Bispos
Bispos encarregados da diocese:
|        | Nome                     | Período    | Notas                      |
| Bispos | Bispos                   | Bispos     | Bispos                     |
| ------ | ------------------------ | ---------- | -------------------------- |
| 3º     | Celso Antônio Marchiori  | 2018-atual |                            |
| 2º     | Francisco Carlos Bach    | 2012-2017  | Nomeado Bispo de Joinville |
| 1º     | Ladislau Biernaski, C.M. | 2006-2012  |                            |